# Fabrizio Colonna
Fabrizio Colonna (c. 1450 – 1520) va ser un condottiero italià, destacat per la seva participació en les Guerres d'Itàlia.

## Família
Membre de la influent família Colonna, Fabrizio va ser fill d'Eduardo Colonna i de Filippa Conti. Es va casar amb Agnès de Montefeltro, filla del duc d'Urbino Federico da Montefeltro i de Battista Sforza, amb qui va tenir diversos fills: Vittoria (1490 – 1547), casada amb Francesc Ferran d'Ávalos; Federico (1497 – 1516); Ascanio (1500-1557), casat amb Joana d'Aragó, neta de Ferran el Catòlic; Ferdinando (c. 1516); Camillo, i Marcello.

## Carrera militar

### Guerres de Nàpols
El 1501 les tropes enviades per Lluís XII de França van envair el Regne de Nàpols des del nord i les de Ferran II d'Aragó van ocupar el sud, cosa que va marcar l'inici de la Guerra d'Itàlia de 1499–1501 amb l'excusa de la seva aliança amb els turcs. Fabrizio i el seu parent Prospero Colonna es van alinear amb Frederic III de Nàpols. Fabrizio va comandar les forces que defensaven Càpua, on va ser derrotat per l'exèrcit francès de Bérault Stuart d'Aubigny i fet presoner. Posteriorment va ser rescatat per Frederic III mitjançant el pagament de 2.000 ducats.
Després del derrocament de Frederic III, els Colonna van entrar al servei de Ferran II d'Aragó, participant en la guerra contra els francesos sota les ordres de Gonzalo Fernández de Còrdova; en aquest nou conflicte Fabrizio va participar en les batalles de Ruvo i Cerignola, va combatre a les forces d'Yves d'Allegre als Abruços juntament amb Diego García de Paredes i també va participar en la decisiva batalla de Garellano.
Després de la sortida de Fernández de Còrdova de terres italianes, Ferran el Catòlic va nomenar Fabrizio cap màxim de l'exèrcit de la Corona a Itàlia.

### Guerra de la Lliga de Cambrai
El 1512, durant la guerra de la Lliga de Cambrai, va ser derrotat en la batalla de Ravenna per les tropes franceses de Gastó de Foix-Nemours. Fabrizio va ser fet presoner i enviat a Ferrara.
Nicolau Maquiavel el va incloure com a personatge principal de la seva obra De l'art de la guerra.